# Ingeniero Luis A. Huergo
Ingeniero Luis A. Huergo är en ort i Argentina.   Den ligger i provinsen Río Negro, i den sydvästra delen av landet, 900 km sydväst om huvudstaden Buenos Aires. Ingeniero Luis A. Huergo ligger 215 meter över havet och antalet invånare är 6 483.
Terrängen runt Ingeniero Luis A. Huergo är platt. Närmaste större samhälle är Villa Regina, 14,5 km öster om Ingeniero Luis A. Huergo.
Omgivningarna runt Ingeniero Luis A. Huergo är i huvudsak ett öppet busklandskap. Runt Ingeniero Luis A. Huergo är det glesbefolkat, med 16 invånare per kvadratkilometer.